# Danses de Lašsko
Danses de Lašsko, JW VI/17 (en txec Lašské tance), és una obra orquestral de 6 danses tradicionals composta per Leoš Janáček al voltant de 1890. Es va estrenar el 2 de desembre de 1924 a Brno dirigida per František Neumann.